# Alexander McDonald (cirujano)
Alexander McDonald (Laurencekirk, 15 de septiembre de 1817 - Isla del Rey Guillermo, c. 1848) fue un médico escocés que sirvió como cirujano asistente del HMS Terror en la expedición perdida de Franklin.

## Primeros años
Alexander McDonald nació el 15 de septiembre de 1817 en Laurencekirk, localidad situada en el concejo de Aberdeenshire (Escocia). Era hijo de Robert McDonald y Elizabeth Stiven. Su padre era un fabricante de cajas de rapé de plata, aprendiz de Charles Stiven. Asistió al Real Colegio de Cirujanos de Edimburgo y se graduó en 1838.

## Carrera profesional
Para pagarse los estudios de medicina, McDonald pasó los veranos sirviendo como cirujano de barco para el capitán William Penny en la industria ballenera. En 1839, Penny llevó a un viajero inuk llamado Eenoolooapik a Escocia, y McDonald fue presentado al hombre y le sirvió tanto de tutor como de médico cuando contrajo una infección respiratoria. Al año siguiente, cuando regresaron al Ártico, Eenoolooapik les guio hasta la ensenada de Tenudiakbeek, rica en ballenas, que Penny bautizó como Hogarth's Sound.
En 1841, McDonald publicó una biografía de Eenoolooapik que relataba los acontecimientos de su viaje, titulada A narrative of some passages in the history of Eenoolooapik, a young Esquimaux, who was brought to Britain in 1839, in the ship "Neptune" of Aberdeen: an account of the discovery of Hogarth's Sound: remarks on the northern whale fishery, and suggestions for its improvement, &c. &c.
Tras la publicación de su libro, McDonald solicitó servir en la Royal Navy y fue aceptado como cirujano asistente. Desde el otoño de 1841 hasta la primavera de 1845, McDonald sirvió en el HMS Belvidera en el Mediterráneo.

## Expedición de Franklin
El libro de McDonald llamó la atención de Sir John Franklin, y en 1845 McDonald fue nombrado cirujano asistente del HMS Terror en la expedición de Franklin para descubrir el Paso del Noroeste. Sirvió como asistente del cirujano John Smart Peddie. Junto al HMS Erebus partieron de Inglaterra el 19 de mayo de 1845; los barcos fueron vistos por última vez entrando en el estrecho de Lancaster a finales de julio de ese año, perdiéndose todo rastro de ellos.
William Penny, antiguo capitán y amigo de McDonald, realizó tres expediciones distintas en busca de él y de los demás miembros de la tripulación de Franklin, pero nunca se encontraron supervivientes. Junto con el resto de los hombres, McDonald fue declarado oficialmente muerto el 31 de marzo de 1854.
En 1850, Penny encontró un trozo de papel en un campamento abandonado cerca del canal de Wellington con el nombre "Mr. M'Donald" escrito a lápiz.  Durante su expedición de 1854, John Rae recibió un tenedor con las iniciales de McDonald de los inuit de Naujaat, que informaron de que se había encontrado en un campamento al noroeste de la desembocadura del río Back. El capitán Francis Leopold McClintock también recuperó objetos pertenecientes a McDonald en su expedición de búsqueda de 1859 a través del comercio con los inuit de la zona, incluyendo cubiertos de plata y una medalla de premio que McDonald recibió en 1838 en el RCSEd.
En mayo de 1869, Charles Francis Hall entrevistó a una mujer inuk llamada Ow-wer que le contó una historia de un encuentro entre inuit y supervivientes de la Expedición Franklin en un lugar llamado Teekeenu. Este relato mencionaba a un hombre blanco bajo y con barba que podía hablar algo de inuktitut. Los intérpretes de Hall, Tookoolito y Ebierbing, que conocían a McDonald de su época en la isla de Baffin, estaban convencidos de que el hombre de la historia era él. Otros participantes inuit en la reunión recordaron que uno de los hombres blancos se llamaba "Doktook" (una transliteración de "Doctor"), una prueba más de que este hombre era McDonald.

## En la cultura popular
McDonald apareció como personaje en la novela de 2007 El Terror de Dan Simmons, un relato ficticio de la expedición perdida de Franklin con un giro de terror sobrenatural. También apareció en la adaptación televisiva de 2018 de la novela por parte de AMC, donde fue interpretado por Charles Edwards. El showrunner David Kajganich dijo en una conferencia que los guionistas de la serie ascendieron a McDonald de cirujano asistente a cirujano jefe del Terror debido a su experiencia previa en el Ártico y a su capacidad de hablar una lengua inuit no especificada (degradando al histórico cirujano jefe John Smart Peddie).